# 埃爾沃爾坎峰

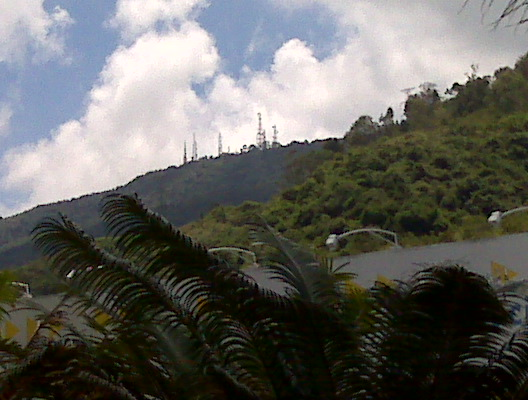

9°54′N 66°45′W / 9.900°N 66.750°W
埃爾沃爾坎峰（西班牙語：Cerro El Volcán），是委內瑞拉的山峰，位於該國北部米蘭達州，處於埃爾阿蒂約市，每年平均降雨量1,000毫米，海拔高度1,490米。